# Cleora lichenina
Cleora lichenina là một loài bướm đêm trong họ Geometridae.